# Ella Hägg-Bolin
Ellen (Ella) Hägg-Bolin, född 7 augusti 1872 i Karlskrona, död 27 juni 1954 i Saltsjöbaden, var en svensk målare och tecknare.
Hon var dotter till amiral Jacob Hägg och Ellen Tellander och från 1895 gift med läroverksadjunkten Sigurd Bolin samt syster till Erik och Herman Hägg. Hon studerade vid Tekniska skolan i Stockholm 1890–1892 och vid Konstakademien 1893–1895 samt under studieresor till utlandet främst Paris. Separat ställde hon ut på Studentkårens lokal i Uppsala 1928 och tillsammans med Yngve Ågren på Smålands nation i Uppsala. Hon medverkade i utställningen Gotländska konstnärer i Visby 1937 och i utställningar med uppländsk konst i Uppsala. Hon var huvudsakligen verksam som porträttmålare och bland hennes porträtt märks ett av ärkebiskop Nathan Söderblom som exponeras vid Teologiska fakulteten i Uppsala och porträttet av Östen Bergstrand vid Uppsala observatorium.   
Ella Bolin är begravd på Uppsala gamla kyrkogård.